# ジュニオール・ドス・サントス
ジュニオール・ドス・サントス（Júnior dos Santos、1984年1月30日 - ）は、ブラジルの男性総合格闘家。サンタカタリーナ州カサドール出身。アメリカ合衆国フロリダ州在住。アメリカン・トップチーム所属。第16代UFC世界ヘビー級王者。

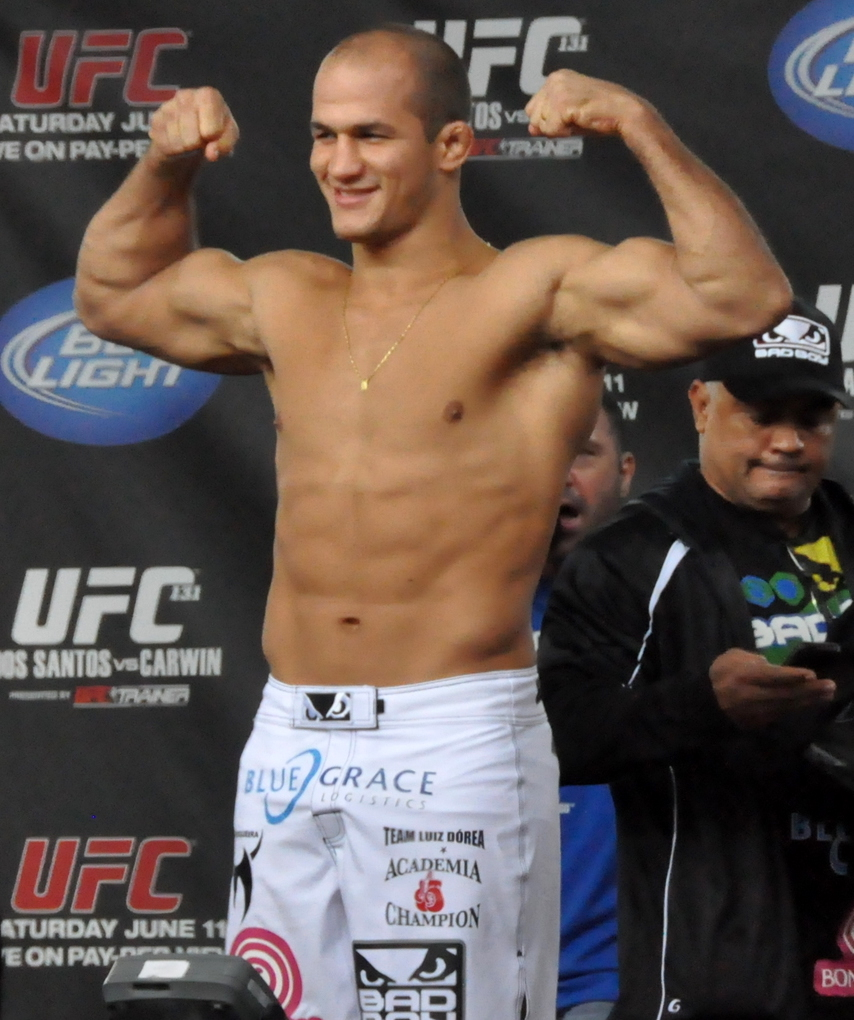
計量時のドス・サントス

## 来歴
幼少期にアルコール依存症であった父親が蒸発したため母子家庭となり、貧困から家計を助けるために10歳から働いた。10代の頃にカポエイラを始めた。
2005年にユーリ・カールトンの指導でブラジリアン柔術を始め、わずか6か月でバイーア州のトーナメントで優勝した。その後、ブラジルの名ボクシングトレーナーのルイス・カルロス・ドレアを紹介されボクシングを始めた。
2006年、22歳の時にプロ総合格闘技デビュー。

### UFC

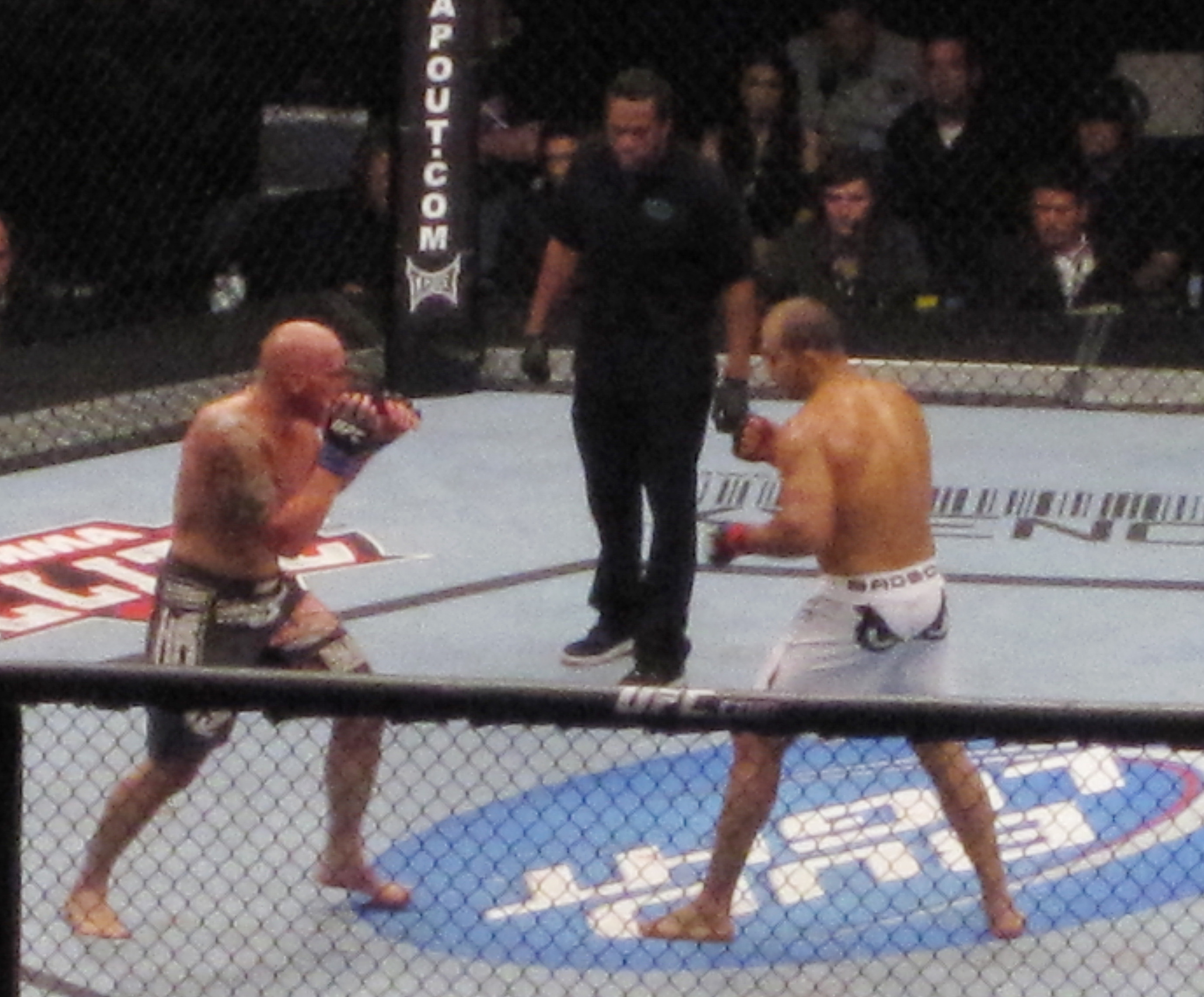
2011年6月11日、UFC 131でシェイン・カーウィン(左)と対戦するドス・サントス(右)

2008年10月25日、UFC初出場となったUFC 90でファブリシオ・ヴェウドゥムと対戦し、開始から1分20秒に右アッパーでダウンを奪いパウンドでKO勝ち。不利と見られていた戦前の予想を覆す番狂わせを起こし、ノックアウト・オブ・ザ・ナイトを受賞した。
2009年2月21日、UFC 95でステファン・ストルーフェと対戦し、右フックでダウンを奪い開始1分余りでTKO勝ち。
2009年9月19日、UFC 103でミルコ・クロコップと対戦。序盤から打撃で優勢に立ち、3Rに膝蹴りでぐらついたミルコをパンチで追撃し、戦意を喪失させギブアップ勝ち。この試合でドス・サントスは珍しく首相撲からの膝蹴りを多用した。
2010年3月21日、UFC on Versus: Vera vs. Jonesでガブリエル・ゴンザーガと対戦し、ゴンザーガのミドルキックにカウンターの左フックを合わせてダウンを奪い、パウンドで1RKO勝ち。ノックアウト・オブ・ザ・ナイトを受賞した。
2010年8月7日、UFC 117でロイ・ネルソンと対戦し、打撃で終始ネルソンを圧倒して、3-0の判定勝ち。キャリア初の判定決着となった。
2011年3月、リアリティ番組「The Ultimate Fighter」のシーズン13ではブロック・レスナーとそれぞれのチームのヘッドコーチを務め、シーズン終了後のUFC 131で両者が対戦予定であったが、レスナーの疾病による欠場に伴いシェイン・カーウィンとの対戦へと変更された。6月11日のUFC 131ではカーウィンと対戦し、スピーディーな打撃とテイクダウンでカーウィンを翻弄して3-0の判定勝ち。ケイン・ヴェラスケスの持つヘビー級王座への挑戦権を獲得した。

#### UFC世界王座獲得
2011年11月12日、UFC on FOX 1のUFC世界ヘビー級タイトルマッチで王者ケイン・ヴェラスケスに挑戦し、右オーバーハンドでダウンを奪い、追撃のパウンドで開始63秒のKO勝ちを収め王座獲得に成功。ノックアウト・オブ・ザ・ナイトを受賞した。
2012年5月26日、UFC 146のUFC世界ヘビー級タイトルマッチで挑戦者のフランク・ミアと対戦し、右ストレートでダウンを奪い、パウンドで2RTKO勝ちを収め王座の初防衛に成功した。当初は同大会でアリスター・オーフレイムと防衛戦を行う予定であったが、オーフレイムが薬物検査をクリアできなかったため対戦相手がミアに変更となった。
2012年11月13日、NIKEとスポンサー契約を交わした事を発表。NIKEとスポンサー契約を交わした総合格闘家としてアンデウソン・シウバ、ジョン・ジョーンズに次ぐ三人目となった。
2012年12月11日、ユーリ・カールトンからブラジリアン柔術黒帯を授与された。
2012年12月29日、UFC 155のUFC世界ヘビー級タイトルマッチで挑戦者ケイン・ヴェラスケスと再戦。右ストレートでダウンを奪われるなど5Rに渡って終始圧倒され、0-3の5R判定負け。約1年越しのリベンジを許し、王座から陥落した。ドス・サントスは試合後に、トレーニングでハードに追い込みすぎたことで横紋筋融解症にかかっていたことを明かしている。
2013年5月25日、UFC 160でヘビー級ランキング9位のマーク・ハントと対戦。1Rにオーバーハンドでダウンを奪うなど序盤から打撃戦で優位に立ち、3Rに右バックスピンキックでダウンを奪いパウンドでKO勝ち。ファイト・オブ・ザ・ナイトを受賞し、タイトル挑戦権を獲得した。
2013年10月19日、UFC 166のUFC世界ヘビー級タイトルマッチで王者ケイン・ヴェラスケスと3度目の対戦。序盤から一進一退の攻防を繰り広げるが、3Rに右フックでダウンを奪われ、その後ヴェラスケスの猛攻を2R耐え凌ぐも、5RにパウンドでTKO負けを喫し王座獲得に失敗した。
2014年12月13日、約1年2カ月ぶりの復帰戦となったUFC on FOX 13でヘビー級ランキング4位のスティーペ・ミオシッチと対戦し、序盤から一進一退の攻防を繰り広げて、3-0の5R判定勝ち。ファイト・オブ・ザ・ナイトを受賞した。
2015年12月19日、約1年ぶりの復帰戦となったUFC on FOX 17でヘビー級ランキング9位のアリスター・オーフレイムと対戦し、左フックからのパウンドで2RTKO負け。
2016年4月10日、UFC Fight Night: Rothwell vs. dos Santosでヘビー級ランキング4位のベン・ロズウェルと対戦。スピーディーな打撃でロズウェルを5Rに渡って圧倒して、3-0の5R判定勝ち。
2017年5月13日、UFC 211のUFC世界ヘビー級タイトルマッチで王者のスティーペ・ミオシッチと再戦し、右ストレートからのパウンドで1RTKO負けを喫し、リベンジを許すと同時に王座獲得に失敗した。
2017年8月18日、米国アンチドーピング機関（USADA）がドス・サントスにアンチ・ドーピング規則違反（利尿薬のヒドロクロロチアジドの陽性反応）があったことを公表する。2018年4月23日、USADAが、アンチ・ドーピング規則違反のあったドス・サントス、アントニオ・ホジェリオ・ノゲイラ、マルコス・ホジェリオ・デ・リマの3人がサプリメントを購入していたブラジルの調剤薬局から同じサプリメントを独自に入手して分析した結果、ヒドロクロロチアジドやアナストロゾールなど複数の禁止薬物に汚染された汚染サプリメントであったことを確認し、これにより陽性反応の検出が汚染サプリメントによるものと認められた3人は、出場停止期間が短縮され6カ月間の出場停止処分を受けた。
2018年7月14日、約1年2カ月ぶりの復帰戦となったUFC Fight Night: dos Santos vs. IvanovでWSOFヘビー級王者のブラゴイ・イワノフと対戦し、打撃戦で終始優勢に立って、3-0の5R判定勝ち。
2018年12月2日、UFC Fight Night: dos Santos vs. Tuivasaでヘビー級ランキング11位のタイ・トゥイバサと対戦。1Rにローキックを効かされぐらつく場面があったものの、2Rにカウンターの右フックでダウンを奪い、パウンドでTKO勝ち。
2019年3月9日、UFC Fight Night: Lewis vs. dos Santosでヘビー級ランキング3位のデリック・ルイスと対戦。右オーバーハンドをヒットさせ、追撃のスタンドパンチ連打でダウンを奪い、パウンドで2RTKO勝ち。ファイト・オブ・ザ・ナイトを受賞した。
2019年6月29日、UFC on ESPN: Ngannou vs. dos Santosでヘビー級ランキング2位のフランシス・ガヌーと対戦。カーフキックでスリップダウンを奪ったものの、直後に右オーバーハンドを放ったところにカウンターの右フックを貰い、背を向けたところに再度右フックを受けダウンを奪われ、パウンドで1RTKO負け。
2020年1月25日、UFC Fight Night: Blaydes vs. dos Santosでヘビー級ランキング3位のカーティス・ブレイズと対戦。ブレイズの6度にわたるタックルを全て切ったものの、スタンドの攻防で劣勢となり、2Rに右アッパーを放ったところに右ストレートを合わされ、直後に膝蹴りとスタンドパンチ連打で追撃されTKO負け。自身初となる連敗を喫した。
2020年8月15日、UFC 252でヘビー級ランキング6位のジャルジーニョ・ホーゼンストライクと対戦し、パウンドで2RTKO負け。
2020年12月12日、UFC 256でヘビー級ランキング14位のシリル・ガーヌと対戦し、右肘打ちで2RTKO負け。4連敗となった。試合後、ドス・サントスはガーヌが放った右肘打ちが後頭部に当たったため反則だと主張したが、解説のジョー・ローガンとダニエル・コーミエはリプレイを見て反則ではないとの見解を示した。
2021年3月3日、UFCからリリースされた。

### UFC後
2022年5月20日、Eagle FC 47でヨルガン・デ・カストロと対戦。スタンドの攻防で優勢に試合を進めたものの、3Rに右ストレートを放った際に右肩を負傷しTKO負け。
2023年9月8日、Gamebred Bareknuckle MMA 5でファブリシオ・ヴェウドゥムと15年ぶりに再戦し、2-1の判定勝ち。
2024年3月2日、Gamebred Bareknuckle MMA 7のGamebred Bareknuckle MMAヘビー級初代王座決定戦でアラン・ベルチャーと対戦し、左フックでダウンを奪いパウンドで2RTKO勝ち。初代王座獲得に成功した。

## ファイトスタイル
ハイレベルのボクシングテクニックを有し、ヘビー級とは思えぬハンドスピードと、相手を一撃でノックアウトする右オーバーハンドを最大の武器としている。また、レスリングのバックグラウンドを持たない打撃系選手でありながら、UFC屈指のテイクダウンディフェンス能力を誇る。しかし、打撃をガードではなくスウェーで交わす癖がある為、その際に打撃を被弾してしまうことがある。

## 人物・エピソード
- 総合格闘家としてはアントニオ・ホドリゴ・ノゲイラの直弟子にあたり、ドス・サントス自身はノゲイラのことをヒーローだと述べている。
- 温厚な人物として知られ、自身の試合に地元ブラジルに住む少年を招待したりしている。
- 2017年に息子、2019年に娘を儲けている。

## 戦績
| 総合格闘技 戦績 | 総合格闘技 戦績 | 総合格闘技 戦績 | 総合格闘技 戦績 | 総合格闘技 戦績 | 総合格闘技 戦績 | 総合格闘技 戦績 |
| --------------- | --------------- | --------------- | --------------- | --------------- | --------------- | --------------- |
| 33 試合         | (T)KO           | 一本            | 判定            | その他          | 引き分け        | 無効試合        |
| 23 勝           | 16              | 1               | 6               | 0               | 0               | 0               |
| 10 敗           | 8               | 1               | 1               | 0               | 0               | 0               |

| 勝敗 | 対戦相手                           | 試合結果                             | 大会名                                                                        | 開催年月日     |
| ○    | アラン・ベルチャー                 | 2R 4:39 TKO（左フック→パウンド）     | Gamebred Bareknuckle MMA 7 【Gamebred Bareknuckle MMAヘビー級初代王座決定戦】 | 2024年3月2日   |
| ○    | ファブリシオ・ヴェウドゥム         | 5分3R終了 判定2-1                    | Gamebred Bareknuckle MMA 5                                                    | 2023年9月8日   |
| ×    | ヨルガン・デ・カストロ             | 3R 0:35 TKO（右肩の負傷）            | Eagle FC 47: dos Santos vs. De Castro                                         | 2022年5月20日  |
| ×    | シリル・ガーヌ                     | 2R 2:34 TKO（右肘打ち→パウンド）     | UFC 256: Figueiredo vs. Moreno                                                | 2020年12月12日 |
| ×    | ジャルジーニョ・ホーゼンストライク | 2R 3:47 TKO（左フック→パウンド）     | UFC 252: Miocic vs. Cormier 3                                                 | 2020年8月15日  |
| ×    | カーティス・ブレイズ               | 2R 1:06 TKO（スタンドパンチ連打）    | UFC Fight Night: Blaydes vs. dos Santos                                       | 2020年1月25日  |
| ×    | フランシス・ガヌー                 | 1R 1:11 TKO（右フック→パウンド）     | UFC on ESPN 3: Ngannou vs. dos Santos                                         | 2019年6月29日  |
| ○    | デリック・ルイス                   | 2R 1:58 TKO（パウンド）              | UFC Fight Night: Lewis vs. dos Santos                                         | 2019年3月9日   |
| ○    | タイ・トゥイバサ                   | 2R 2:30 TKO（パウンド）              | UFC Fight Night: dos Santos vs. Tuivasa                                       | 2018年12月2日  |
| ○    | ブラゴイ・イワノフ                 | 5分5R終了 判定3-0                    | UFC Fight Night: dos Santos vs. Ivanov                                        | 2018年7月14日  |
| ×    | スティーペ・ミオシッチ             | 1R 2:22 TKO（右ストレート→パウンド） | UFC 211: Miocic vs. dos Santos 2 【UFC世界ヘビー級タイトルマッチ】            | 2017年5月13日  |
| ○    | ベン・ロズウェル                   | 5分5R終了 判定3-0                    | UFC Fight Night: Rothwell vs. dos Santos                                      | 2016年4月10日  |
| ×    | アリスター・オーフレイム           | 2R 4:43 TKO（左フック→パウンド）     | UFC on FOX 17: dos Anjos vs. Cowboy 2                                         | 2015年12月19日 |
| ○    | スティーペ・ミオシッチ             | 5分5R終了 判定3-0                    | UFC on FOX 13: dos Santos vs. Miocic                                          | 2014年12月13日 |
| ×    | ケイン・ヴェラスケス               | 5R 3:09 TKO（スラム→パウンド）       | UFC 166: Velasquez vs. dos Santos 3 【UFC世界ヘビー級タイトルマッチ】         | 2013年10月19日 |
| ○    | マーク・ハント                     | 3R 4:18 KO（左フックキック）         | UFC 160: Velasquez vs. Bigfoot 2                                              | 2013年5月25日  |
| ×    | ケイン・ヴェラスケス               | 5分5R終了 判定0-3                    | UFC 155: dos Santos vs. Velasquez 2 【UFC世界ヘビー級タイトルマッチ】         | 2012年12月29日 |
| ○    | フランク・ミア                     | 2R 3:04 TKO（パウンド）              | UFC 146: dos Santos vs. Mir 【UFC世界ヘビー級タイトルマッチ】                 | 2012年5月26日  |
| ○    | ケイン・ヴェラスケス               | 1R 1:03 KO（右フック→パウンド）      | UFC on FOX 1: Velasquez vs. dos Santos 【UFC世界ヘビー級タイトルマッチ】      | 2011年11月12日 |
| ○    | シェイン・カーウィン               | 5分3R終了 判定3-0                    | UFC 131: dos Santos vs. Carwin                                                | 2011年6月11日  |
| ○    | ロイ・ネルソン                     | 5分3R終了 判定3-0                    | UFC 117: Silva vs. Sonnen                                                     | 2010年8月7日   |
| ○    | ガブリエル・ゴンザーガ             | 1R 3:53 TKO（左フック→パウンド）     | UFC on Versus: Vera vs. Jones                                                 | 2010年3月21日  |
| ○    | ギルバート・アイブル               | 1R 2:07 TKO（左フック→パウンド）     | UFC 108: Evans vs. Silva                                                      | 2010年1月2日   |
| ○    | ミルコ・クロコップ                 | 3R 2:00 ギブアップ（右アッパー）     | UFC 103: Franklin vs. Belfort                                                 | 2009年9月19日  |
| ○    | ステファン・ストルーフェ           | 1R 0:54 TKO（右フック→パウンド）     | UFC 95: Sanchez vs. Stevenson                                                 | 2009年2月21日  |
| ○    | ファブリシオ・ヴェウドゥム         | 1R 1:21 TKO（右アッパー→パウンド）   | UFC 90: Silva vs. Cote                                                        | 2008年10月25日 |
| ○    | ジェロニモ・ドス・サントス         | 1R TKO（ドクターストップ）           | Demo Fight 3                                                                  | 2008年5月24日  |
| ×    | ホアキム・フェレイラ               | 1R 1:13 腕ひしぎ十字固め             | Mo Team League: Final                                                         | 2007年11月10日 |
| ○    | ジャイール・ゴンサウヴェス         | 1R 2:52 TKO（パンチ連打）            | Mo Team League 2                                                              | 2007年9月29日  |
| ○    | ホアキム・フェレイラ               | 1R終了時 TKO（棄権）                 | XFC: Brazil 【ヘビー級トーナメント 決勝】                                     | 2007年4月29日  |
| ○    | エジソン・パレダォン               | 1R 8:46 TKO（ドクターストップ）      | XFC: Brazil 【ヘビー級トーナメント 1回戦】                                    | 2007年4月29日  |
| ○    | エドゥアルド・マイオリーノ         | 1R 0:50 ギロチンチョーク             | Minotauro Fights 5                                                            | 2006年12月9日  |
| ○    | ジャイウソン・シウバ・サントス     | 1R 2:58 KO（サッカーボールキック）   | Demo Fight 1                                                                  | 2006年7月16日  |

## 獲得タイトル
- XFCヘビー級トーナメント 優勝（2007年）
- 第16代UFC世界ヘビー級王座（2011年）
- 初代Gamebred Bareknuckle MMAヘビー級王座（2024年）

## 表彰
- UFC ファイト・オブ・ザ・ナイト（3回）
- UFC ノックアウト・オブ・ザ・ナイト（3回）

## 出演

### 映画
- Like Water (2011)

### CM
- サムスン電子[16]